# رشته‌کوه اولیوتور
رشته‌کوه اولیوتور (روسی: Олюторский хребет) یک رشته‌کوه در سرزمین کامچاتکای کشور روسیه است.